# Lista de membros da Phi Beta Kappa por ano de admissão
Essa é a lista de membros notáveis da Sociedade Phi Beta Kappa que têm biografias na Wikipedia por ano de admissão.

## Membros notáveis eleitos como universitários
| Nome                       | Colégio ou universidade                | Ano  |
| -------------------------- | -------------------------------------- | ---- |
| John Marshall              | College of William & Mary              | 1780 |
| John Quincy Adams          | Harvard University                     | 1787 |
| Eli Whitney                | Yale College                           | 1792 |
| Joseph Story               | Harvard University                     | 1798 |
| Oliver Ellsworth           | Yale College                           | 1799 |
| Daniel Webster             | Dartmouth College                      | 1801 |
| John Calhoun               | Yale College                           | 1804 |
| Samuel Morse               | Yale College                           | 1810 |
| William H. Prescott        | Harvard University                     | 1814 |
| William H. Seward          | Union College                          | 1819 |
| Nathaniel Hawthorne        | Bowdoin College                        | 1824 |
| Henry Wadsworth Longfellow | Bowdoin College                        | 1825 |
| Salmon Portland Chase      | Dartmouth College                      | 1826 |
| Chester A. Arthur          | Union College                          | 1848 |
| William S. Clark           | Amherst College                        | 1848 |
| Joshua Chamberlain         | Bowdoin College                        | 1852 |
| Robert Peary               | Bowdoin College                        | 1877 |
| William Howard Taft        | Yale College                           | 1878 |
| John Dewey                 | Vermont College                        | 1879 |
| Theodore Roosevelt         | Harvard University                     | 1880 |
| Charles Evans Hughes       | Brown University                       | 1881 |
| George Santayana           | Harvard University                     | 1886 |
| Henry Stimson              | Yale University                        | 1888 |
| Bernard Baruch             | City College of New York               | 1889 |
| Benjamin Cardozo           | Columbia College                       | 1889 |
| W. E. B. Du Bois           | Fisk University                        | 1890 |
| Bainbridge Colby           | Williams College                       | 1890 |
| Henrietta Swan Leavitt     | Radcliffe College                      | 1892 |
| Harlan Fiske Stone         | Amherst College                        | 1894 |
| Elihu Root                 | Hamilton College                       | 1903 |
| John Foster Dulles         | Princeton University                   | 1908 |
| John Hall Wheelock         | Harvard University                     | 1908 |
| Harold Hitz Burton         | Bowdoin College                        | 1909 |
| Walter Lippmann            | Harvard University                     | 1909 |
| Pearl Buck                 | Randoph-Macon Woman's College          | 1914 |
| Dean Acheson               | Yale University                        | 1915 |
| Archibald MacLeish         | Yale University                        | 1915 |
| Alfred Kinsey              | Bowdoin College                        | 1916 |
| Paul Robeson               | Rutgers University                     | 1919 |
| Alger Hiss                 | Johns Hopkins University               | 1926 |
| George H. Hitchings        | University of Washington               | 1927 |
| Grace Hopper               | Vassar College                         | 1928 |
| John C. Stennis            | University of Virginia                 | 1928 |
| Leroy Anderson             | Harvard University                     | 1929 |
| Nelson Rockefeller         | Dartmouth College                      | 1930 |
| Jonas Salk                 | City College of New York               | 1930 |
| Dean Rusk                  | Davidson College                       | 1931 |
| Frank Oppenheimer          | Johns Hopkins University               | 1933 |
| Daniel Boorstin            | Harvard University                     | 1934 |
| Richard Helms              | Williams College                       | 1935 |
| Milton Babbitt             | New York University                    | 1936 |
| Robert McNamara            | Universidade da Califórnia em Berkeley | 1936 |
| Alan Lomax                 | University of Texas                    | 1936 |
| Potter Stewart             | Yale University                        | 1937 |
| Ella T. Grasso             | Mount Holyoke College                  | 1940 |
| Ruth Barcan Marcus         | New York University                    | 1941 |
| John Paul Stevens          | University of Chicago                  | 1941 |
| Betty Friedan              | Smith College                          | 1942 |
| Jack St. Clair Kilby       | University of Illinois                 | 1947 |
| George H.W. Bush           | Yale University                        | 1948 |
| Tom Lehrer                 | Harvard University                     | 1946 |
| Martin Lewis Perl          | Polytechnic Institute of Brooklyn      | 1948 |
| William Rehnquist          | Stanford University                    | 1948 |
| Henry Kissinger            | Harvard University                     | 1950 |
| Susan Sontag               | University of Chicago                  | 1951 |
| Arlen Specter              | University of Pennsylvania             | 1951 |
| Stephen Sondheim           | Williams College                       | 1952 |
| Clive Davis                | New York University                    | 1953 |
| Ruth Bader Ginsburg        | Cornell University                     | 1954 |
| Sheldon Glashow            | Cornell University                     | 1954 |
| Richard Lugar              | Denison University                     | 1954 |
| Joan Rivers                | Barnard College                        | 1954 |
| John Updike                | Harvard University                     | 1954 |
| Steven Weinberg            | Cornell University                     | 1954 |
| Ralph Nader                | Princeton University                   | 1955 |
| Reynolds Price             | Duke University                        | 1955 |
| John L. Hall               | Carnegie Mellon University             | 1956 |
| Gloria Steinem             | Smith College                          | 1956 |
| Elizabeth Dole             | Duke University                        | 1958 |
| Anthony Kennedy            | Stanford University                    | 1958 |
| Kris Kristofferson         | Pomona College                         | 1958 |
| Joseph Nye                 | Princeton University                   | 1958 |
| Robert Coleman Richardson  | Virginia Tech                          | 1958 |
| Stephen Breyer             | Stanford University                    | 1959 |
| Francis Ford Coppola       | Hofstra University                     | 1959 |
| Robert Nozick              | Columbia University                    | 1959 |
| Richard Posner             | Yale University                        | 1959 |
| Lamar Alexander            | Vanderbilt University                  | 1962 |
| Tom Brokaw                 | University of South Dakota             | 1962 |
| Lynne Cheney               | Colorado College                       | 1962 |
| Robert Christgau           | Dartmouth College                      | 1962 |
| Barack Obama, Sr.          | University of Hawaii                   | 1962 |
| Daniel C. Tsui             | Augustana College                      | 1962 |
| Michael Crichton           | Harvard University                     | 1964 |
| Joseph Lieberman           | Yale University                        | 1964 |
| Angela Davis               | Brandeis University                    | 1965 |
| Terrence Malick            | Harvard University                     | 1965 |
| George Smoot               | Massachusetts Institute of Technology  | 1966 |
| Douglas D. Osheroff        | California Institute of Technology     | 1967 |
| Richard Blumenthal         | Harvard University                     | 1967 |
| Janet Yellen               | Brown University                       | 1967 |
| Bill Clinton               | Georgetown University                  | 1968 |
| Michio Kaku                | Harvard University                     | 1968 |
| John C. Mather             | Swarthmore College                     | 1968 |
| Henry Paulson              | Dartmouth College                      | 1968 |
| Laurie Anderson            | Barnard College                        | 1969 |
| Jon Corzine                | University of Illinois                 | 1969 |
| Hugh David Politzer        | University of Michigan                 | 1969 |
| Steven Chu                 | University of Rochester                | 1970 |
| Frank Wilczek              | University of Chicago                  | 1970 |
| Roger Tsien                | Harvard University                     | 1971 |
| Samuel Alito               | Princeton University                   | 1972 |
| Robert B. Laughlin         | Universidade da Califórnia em Berkeley | 1972 |
| Benazir Bhutto             | Radcliffe College                      | 1973 |
| Jeb Bush                   | University of Texas                    | 1973 |
| Carl Wieman                | Massachusetts Institute of Technology  | 1973 |
| Glenn Close                | College of William & Mary              | 1974 |
| Condoleezza Rice           | University of Denver                   | 1974 |
| Ben Bernanke               | Harvard University                     | 1975 |
| Susan Collins              | St. Lawrence University                | 1975 |
| Robert Zoellick            | Swarthmore College                     | 1975 |
| John G. Roberts            | Harvard University                     | 1976 |
| Sonia Sotomayor            | Princeton University                   | 1976 |
| Mark Warner                | George Washington University           | 1977 |
| Elena Kagan                | Princeton University                   | 1981 |
| Eliot Spitzer              | Princeton University                   | 1981 |
| Miguel Estrada             | Columbia University                    | 1983 |
| Lisa Randall               | Harvard University                     | 1984 |
| Eric Allin Cornell         | Stanford University                    | 1985 |
| Daniel Pearl               | Stanford University                    | 1985 |
| Jeff Bezos                 | Princeton University                   | 1986 |
| Susan Rice                 | Stanford University                    | 1986 |
| Ashley Judd                | University of Kentucky                 | 1990 |
| Paul Adelstein             | Bowdoin College                        | 1991 |
| Bobby Jindal               | Brown University                       | 1993 |
| Emily Bergl                | Grinnell College                       | 1997 |
| Richard Carrier            | Universidade da Califórnia em Berkeley | 1997 |
| Peyton Manning             | University of Tennessee                | 1997 |
| Kerry Washington           | George Washington University           | 1998 |
| Brad Delson                | University of California Los Angeles   | 1999 |

## Membros honorários
| - Henry Adams - Isaac Asimov - Alexander Graham Bell - Leonard Bernstein - Jimmy Carter - Calvin Coolidge - Ralph Waldo Emerson | - John Hope Franklin - Robert Frost - Henry James - David Johnston - Helen Keller - Paul Robeson - John D. Rockefeller | - Franklin D. Roosevelt - Carl Sandburg - William T. Sherman - Anne Sexton - Harry S. Truman - Mark Twain | - Booker T. Washington - Steven Weinberg - Woodrow Wilson |

## Membros na ficção
Na sitcom norte-americana Frasier (1993-2004), o personagem Niles Crane afirma ser um membro da Phi Beta Kappa durante o episódio "You Can't Tell a Crook by His Cover".
Ellis Loew, personagem dos romances The Black Dahlia, The Big Nowhere, e L.A. Confidential é um membro da Phi Beta Kappa, inclusive mostra sua chave diversas vezes.
Na série dramática americana CSI: Crime Scene Investigation durante o episódio "Caged" da segunda temporada, o personagem Greg Sanders diz a Nick Stokes que ele se graduou na Phi Beta Kappa pela Universidade de Stanford.
Em Bones (série), Dr. Lance Sweets menciona ser um membro durante o episódio "The Family in the Feud" da sétima temporada.